# Elecciones provinciales de Río Negro de 2007
Las elecciones generales de la provincia de Río Negro de 2007 tuvieron lugar el domingo 20 de mayo del mencionado año, con el objetivo de renovar las instituciones provinciales y municipales de la provincia, en desfase con las elecciones presidenciales y legislativas a nivel nacional, las cuales tendrían lugar en octubre del mismo año. Fueron las séptimas elecciones provinciales desde la restauración de la democracia en Argentina en 1983, así como los undécimos comicios rionegrinos desde la provincialización del territorio en 1958. Bajo la constitución provincial vigente, se debía elegir al Gobernador y al Vicegobernador en fórmula única, así como a los 43 integrantes de la Legislatura Provincial mediante un sistema mixto proporcional y distrital, conformando los poderes ejecutivo y legislativo de la provincia para el período 2007-2011. Al mismo tiempo o en forma desfasada, se eligió a las autoridades locales de treinta municipios de la provincia, compuestos por un intendente con un mandato de dos o cuatro años que ejercería el poder ejecutivo y un Concejo Deliberante a cargo del poder legislativo.
El gobernador en ejercicio, Miguel Ángel Saiz, de la Unión Cívica Radical (partido oficialista de la provincia desde la restauración democrática), se presentó a la reelección para un segundo mandato consecutivo, apoyado por la coalición Concertación para el Desarrollo y una colectora con el Partido Provincial Rionegrino (que había concurrido en oposición en las anteriores elecciones). Su principal oponente sería el senador nacional Miguel Ángel Pichetto, del Partido Justicialista, apoyado por la alianza oficialista a nivel nacional, el Frente para la Victoria. A pesar de esto, Saiz mantenía buenas relaciones con el gobierno saliente de Néstor Kirchner, siendo referente del sector del radicalismo que le era favorable (conocido como los radicales K). De este modo, la elección se definió entre dos candidatos que favorecían el modelo implantado a nivel nacional. Magdalena Odarda, de la Afirmación para una República Igualitaria o ARI, fue la tercera candidata destaca de la elección, centrando su campaña en criticar a ambos candidatos como kirchneristas y no proponer una alternativa real al electorado.
Finalmente, en un retorno a las contiendas polarizadas previas a la crisis de 2001, Saiz obtuvo su reelección por holgado margen con el 47,29% de los votos positivamente emitidos contra el 40,83% de Pichetto, mayormente gracias a la colectora con el PPR, ya que la lista del FpV fue en realidad la más votada. Odarda se ubicó en el tercer puesto con el 5,89% de los votos, el más bajo porcentaje para el tercer candidato más votado desde 1983. Los demás candidatos, la mayoría de partidos de izquierda, no superaron el 2% de los votos. A nivel legislativo, el peso que la colectora con el PPR había tenido en el triunfo de Saiz se manifestó, pues el radicalismo perdió su mayoría parlamentaria, y por primera vez desde la restauración de la democracia la coalición justicialista obtuvo la primera minoría de escaños con 21 bancas contra 19 de la Concertación y 2 del PPR (logrando técnicamente un empate de 21 a 21), mientras que el ARI retuvo solamente un escaño (correspondiente a la propia Odarda).
Los cargos electos asumieron el 10 de diciembre de 2007. Bautista Mendioroz fue juramentado por tercera vez como vicegobernador, luego de sus dos mandatos consecutivos previos como vicegobernador de Pablo Verani (1995-2003), la única vez que una misma persona ha asumido ese cargo tres veces.

## Contexto
Después de obtener una sumamente estrecha victoria en 2003, el gobernador radical Miguel Ángel Saiz, cuyo partido había gobernado la provincia las dos décadas anteriores, se movió en favor del gobierno nacional encabezado por Néstor Kirchner, del Partido Justicialista. Esta alianza convirtió a Saiz rápidamente en uno de los ejes de la llamada Concertación Plural, coalición nacional integrada en su mayoría por radicales que apoyaban al gobierno kirchnerista, conocidos como «Radicales K». Esto debilitó las relaciones del radicalismo rionegrino (de por sí muy autonomizado y provincializado) con la conducción nacional de la Unión Cívica Radical, que se mostraba opositora al gobierno y con una gran crisis interna, con la mayoría de sus gobernadores apoyando al radicalismo K. A pesar de gozar de una amplia mayoría en el legislativo local y de haber retenido la gobernación, la UCR rionegrina había perdido su bastión en General Roca, donde Carlos Ernesto Soria (oponente de Saiz en las elecciones gubernativas) había resultado electo como el primer intendente justicialista de la localidad en décadas.
En ese contexto, Saiz declaró que las elecciones legislativas de medio término de octubre de 2005, en las que no se renovaban cargos provinciales, serían una suerte de «plebiscito» sobre su gestión. De cara a dichos comicios, el Partido Justicialista provincial, encabezado por Soria y Miguel Ángel Pichetto, se alió con el Frente Grande, conducido por Julio Arriaga y Alberto Weretilneck, presentando a Arriaga como primer candidato a diputado nacional por el Frente para la Victoria. La UCR se alió con el Partido Intransigente y el Movimiento Patagónico Popular, manteniendo la alianza Concertación para el Desarrollo y presentando a Hugo Oscar Cuevas como primer candidato. Finalmente, la alianza justicialista obtuvo la victoria con el 43,34% de los votos contra el 38,68% de la coalición radical, con la Afirmación para una República Igualitaria, liderada por Magdalena Odarda, ubicándose en un lejano tercer puesto. Este resultado constituyó la primera derrota electoral del radicalismo rionegrino en comicios de legisladores nacionales desde mayo de 1995, más de diez años atrás.
La creciente adhesión de Saiz al oficialismo nacional de cara a la inminente renovación gubernativa de 2007, en las que el mandatario buscaría la reelección, generó conflictos mayores con el radicalismo nacional y los comités municipales del partido. La posibilidad de una intervención por parte del Comité Nacional al Comité Provincia se discutió numerosas veces, y si bien la UCR rionegrina se consideraba una suerte de «partido provincial» cada vez más separado de su expresión nacional, fue durante el primer mandato de Saiz cuando llegó a barajarse, por primera vez, la idea de escindirse del radicalismo y convertir la Concertación en una formación provincial separada. Finalmente, esto no se dio, en gran medida debido a las negociaciones exitosas entre el gobernador y el Comité Nacional, así como los comités municipales, que temían una intervención similar por parte de la provincia. El partido sería finalmente intervenido el 12 de julio de 2007, antes de las elecciones nacionales, pero de todas formas el gobierno rionegrino se mantuvo bajo el control del radicalismo y el sector favorable a Saiz recuperaría el liderazgo del partido antes de las siguientes elecciones.

## Reglas electorales

### Cargos a elegir
Las elecciones se realizaron bajo el texto constitucional sancionado el 3 de junio de 1988, siendo los quintos comicios provinciales que tenían lugar bajo dicha carta magna provincial. La misma establecía los siguientes cargos y procedimientos de elección:
- Gobernador y vicegobernador electos por mayoría simple.
- 43 diputados, la totalidad de los miembros de la Legislatura Provincial:
  - 19 diputados electos por toda la provincia por sistema d'Hondt con un piso electoral de 5%.
  - 24 diputados electos en 8 circuitos electorales de 3 diputados cada uno por sistema d'Hondt con un piso electoral de 22%.

### Renovación legislativa
| Alto Valle Centro Alto Valle Este Alto Valle Oeste Andino Atlántico Línea Sur Valle Inferior Valle Medio | Alto Valle Centro Alto Valle Este Alto Valle Oeste Andino Atlántico Línea Sur Valle Inferior Valle Medio | Alto Valle Centro Alto Valle Este Alto Valle Oeste Andino Atlántico Línea Sur Valle Inferior Valle Medio | Alto Valle Centro Alto Valle Este Alto Valle Oeste Andino Atlántico Línea Sur Valle Inferior Valle Medio |
| Circuito                                                                                                 | Diputados circuitales                                                                                    | Diputados poblacionales                                                                                  | Total |
| --- | --- | --- | --- |
| Alto Valle Centro                                                                                        | 3 | 19 | 43 |
| Alto Valle Este                                                                                          | 3 | 19 | 43 |
| Alto Valle Oeste                                                                                         | 3 | 19 | 43 |
| Andino                                                                                                   | 3 | 19 | 43 |
| Atlántico                                                                                                | 3 | 19 | 43 |
| Línea Sur                                                                                                | 3 | 19 | 43 |
| Valle Inferior                                                                                           | 3 | 19 | 43 |
| Valle Medio                                                                                              | 3 | 19 | 43 |
| Total | 24 | 19 | 43 |

## Candidaturas
La oficialista Unión Cívica Radical, gobernante del distrito rionegrino desde la restauración de la democracia en 1983, proclamó al gobernador en ejercicio Miguel Ángel Saiz como su candidato para un segundo mandato gubernativo. Su compañero de fórmula en esta ocasión sería Bautista Mendioroz, que ya había ejercido la vicegobernación de la provincia en los dos mandatos de Pablo Verani, entre 1995 y 2003, y pertenecía al sector del radicalismo local menos ligado al kirchnerismo. La coalición gobernante, con el nombre de Concertación para el Desarrollo, estaba integrada, además de la UCR, por el Movimiento Patagónico Popular, el Movimiento de Integración y Desarrollo, el Partido Intransigente, el Partido Demócrata Cristiano, el Partido Demócrata Progresista y el Partido Unión y Libertad. Además, formó una colectora con el Partido Provincial Rionegrino, que en las anteriores elecciones había apoyado al justicialismo. La pluralidad de la alianza era evidente, pues varios de los partidos mencionados pertenecían al Frente para la Victoria a nivel nacional o eran expresión del antiperonismo-antikirchnerismo o del peronismo no kirchnerista.
El principal partido de la oposición provincial, el Partido Justicialista, repitió su alianza con el Frente Grande que había mantenido en las elecciones legislativas de medio término, configurando la seccional provincial del Frente para la Victoria gobernante a nivel nacional con Néstor Kirchner como presidente. El candidato a gobernador de la coalición fue Miguel Ángel Pichetto, senador nacional desde 2001 y una influyente figura de la bancada justicialista en la cámara alta del país. Su compañero de fórmula sería el referente del Frente Grande, Julio Arriaga, elegido diputado nacional en 2005, exintendente de Cipolletti y candidato a gobernador en 2003. La unificación del justicialismo y el radicalismo en torno a alianzas plurales fuertes implicó un fortalecimiento de la polarización bipartidista, debilitada en los anteriores comicios, que habían sido los menos polarizados de la historia electoral rionegrina. La posibilidad de que Pichetto retirara su candidatura debido al pacto entre Saiz y el kirchnerismo nacional se discutió durante los últimos meses de 2006. Se llegó a barajar la idea de que Saiz se presentara a la gobernación con un vicegobernador justicialista para sellar el pacto, en lugar de recurrir a un binomio puramente radical. El propio Arriaga, candidato a vicegobernador, declaró que concurriría por fuera para competir contra el radicalismo si eso sucedida, declarando que el gobierno radical era «inútil, corrupto y mediocre», y que no podía no intentar disputar la gobernación contra él. Pichetto se manifestó en contra de la concertación con el radicalismo, por lo que en última instancia la fórmula justicialista acabó presentándose, mientras que la Concertación presentaría una fórmula compuesta por dos radicales.
Destacó de la elección la curiosa casualidad de que los candidatos de las dos principales coaliciones se consideraban ligados al kirchnerismo, se llamaban «Miguel Ángel» y tenían casi la misma edad (Saiz cumplió 58 tres días antes de la elección y Pichetto cumpliría 57 en octubre de ese año).
Con respecto a las tercera fuerzas, la Afirmación para una República Igualitaria resolvió postular a Magdalena Odarda, entonces su única legisladora y principal figura del partido en la provincia, idea que comenzó a gestarse a partir de una petición de la juventud partidaria en abril de 2006. Odarda rechazó propuestas tanto del Frente para la Victoria como de la Concertación para el Desarrollo de adherir a cualquiera de las dos coaliciones mayoritarias. El radicalismo había propuesto al ARI la misma estrategia que al Partido Provincial Rionegrino, presentando una lista legislativa separada pero concurriendo como colectora gubernativa, mientras que el justicialismo propuso simplemente colocar a Odarda en el quinto lugar de su lista legislativa poblacional. Odarda declaró que la intención de su partido sería «romper la polarización» y acusó a Miguel Ángel Pichetto (que previamente había afirmado que «no habría terceras fuerzas») de no respetar a los partidos «chicos». Ante la certeza de que el escenario polarizado entre Saiz y Pichetto reducías su posibilidades, Odarda se postuló tanto a la gobernación como a primera diputada provincial por la lista poblacional.
Después de considerar formar una alianza con el ARI, el Partido Socialista, que a nivel nacional estaba integrando la Coalición Cívica con Elisa Carrió, resolvió concurrir en solitario a los comicios el 6 de marzo de 2007, poco más de dos meses antes de las elecciones. El profesor de historia Helmer Calvo, oriundo de Viedma, sería su candidato a gobernador, mientras que Paula Fava, escritora de la localidad de Catriel, secundó la fórmula como candidata a vicegobernadora. Elizabet Sanza, también profesora de Sierra Grande, fue la primera candidata a diputada poblacional.
Otras cuatro formaciones políticas presentaron candidatos a gobernador y vicegobernador, todas ligadas a la izquierda. El Partido Humanista presentó nuevamente a Adolfo Martínez como candidato a gobernador, habiendo sido este ya postulante del partido en las pasadas elecciones, esta vez con Vilma Marcos como compañera de fórmula. El Partido Obrero postuló al dirigente Horacio Pastor para la gobernación, con Norma Dardik para la vicegobernación. El Partido Comunista y el Movimiento Socialista de los Trabajadores, que en las anteriores elecciones habían concurrido bajo la bandera de la Izquierda Unida, en esta ocasión se presentaron separadamente, el PCA con la fórmula Alicia Valenzuela-Héctor Ferrero, y el MST con el binomio Javier Sánchez-Gustavo Araoz.

## Campaña
El considerable adelantamiento de las elecciones tenía la intención estratégica de permitir nuevamente a los dos principales candidatos adherir al gobierno nacional sin que estuviera en disputa la cuestión presidencial. Saiz defendió su buena relación con el gobierno nacional, afirmando a principios de marzo que «la Concertación Plural sigue vigente y más firme que nunca», y centró su estrategia en la necesidad de continuar con una serie de obras de infraestructura iniciadas el año anterior. La ratificación de la Concertación entre el gobierno y los gobernadores radicales (además de Saiz, el santiagueño Gerardo Zamora, el catamarqueño Eduardo Brizuela del Moral, el correntino Arturo Colombi y el mendocino Julio Cobos), con la excepción del chaqueño Roy Nikisch, dio impulso a la campaña del radicalismo rionegrino, en medio de las crecientes presiones del Comité Nacional del radicalismo para intervenir los distritos donde se estaba produciendo la cooperación. En el marco de esta concertación, un sector del justicialismo, disidente con la conducción provincial de Pichetto, dio su «apoyo crítico» a Saiz de cara a las elecciones, debilitando todavía más las aspiraciones del justicialismo de lograr la gobernación. La actitud del propio Kirchner se mostró prescindente, y si bien declaró una supuesta «neutralidad» en las elecciones, la falta de apoyo directo a la fórmula justicialista en última instancia beneficiaría al oficialismo radical.
Por su parte, Pichetto encabezó una campaña con escaso tiempo y poco apoyo de las autoridades partidarias nacionales. El vicepresidente Daniel Scioli y el gobernador del Chubut Mario Das Neves (que con su victoria había puesto fin a la hegemonía radical en su provincia en 2003), fueron los únicos dirigentes de peso en el oficialismo que le dieron un apoyo real. De acuerdo con análisis posteriores, a pesar de que Pichetto constituía uno de los mayores apoyos parlamentarios para el gobierno nacional desde su influencia en el Senado, en última instancia Saiz era considerado estratégicamente más importante por ser el eje principal de la concertación con los gobernadores radicales. El discurso del justicialismo, entonces, se centró en plantear la necesidad de un cambio en la provincia, acusando al gobierno provincial de proponer «más de lo mismo» y de no representar realmente al proyecto llevado a cabo por el gobierno nacional.
Con este contexto de polarización entre dos candidatos que favorecían al presidente, la estrategia de acusar a Saiz y a Pichetto de sostener una contienda «ficticia» para mantener a la provincia bajo el control del kirchnerismo fue prácticamente unánime entre los terceros partidos. Consciente de las escasas expectativas de triunfo, el ARI encabezado por Odarda centró su estrategia en fortalecer la presencia parlamentaria del partido, afirmando que un poder legislativo bipartidista implicaría una falta de pluralismo endémica en la provincia, describiendo a su formación como una «garantía de pluralidad». Odarda también destacó por haber denunciado que tanto Saiz como Pichetto habían descartado su candidatura como testimonial, acusando a ambos postulantes de «mostrar actitudes machistas» y de «usar la mentira para ganar votos». El candidato del Partido Obrero, Horacio Pastor, declaró que los dos candidatos principales pretendían entregar los recursos naturales de la provincia a monopolios petroleros y mineros, proponiendo la convocatoria a movilizaciones. El Partido Comunista, con Alicia Valenzuela como candidata, centró sus propuestas en cuestiones de alfabetización, vivienda y salud pública, criticando la «falta de debate» demostrada durante la campaña, y proponiendo un plan de «analfabetismo cero», con escolarización obligatoria a partir de los 4 años.
La campaña finalizó dos días antes de las elecciones. Saiz organizó el cierre de su gira proselitista en General Roca, tradicional bastión del radicalismo en el Alto Valle, mientras que Pichetto hizo lo propio en San Carlos de Bariloche, ciudad que recientemente había dado triunfos importantes al peronismo.

## Resultados

### Gobernador y vicegobernador
El resultado fue una victoria para la fórmula Saiz-Mendioroz, de la Unión Cívica Radical y apoyados por la alianza Concertación para el Desarrollo con un 47,29% de los votos, proveniente un 36,06% de la propia alianza y un 11,23% de la colectora con el Partido Provincial Rionegrino. La fórmula Pichetto-Arriaga, del Frente para la Victoria (alianza entre el Partido Justicialista y el Frente Grande), sumó el 40,83% de las preferencias, ligeramente por encima de la Concertación pero por debajo de la unidad de la colectora oficialista. En tercer lugar se ubicó el binomio Odarda-Rodríguez Duch, de la Afirmación para una República Igualitaria, con el 5,89% de los votos, el peor resultado para el tercer partido más votado desde el 2,35% obtenido por el demócrata cristiano Edgardo Bagli en 1983, y una gran caída con respecto al 20,37% que había logrado la candidatura de Arriaga cuando se postuló apoyado por el partido cuatro años atrás. Beneficiado en algunos casos por la colectora provincialista y en otros por medio solo de la lista concertacionista, Saiz triunfó en casi la totalidad de los trece departamentos que componen la provincia: Adolfo Alsina, Avellaneda, Conesa, El Cuy, General Roca, Nueve de Julio, Ñorquincó, Pichi Mahuida, Pilcaniyeu, Valcheta y Veinticinco de Mayo. Por su parte, Pichetto solo logró imponerse en Bariloche y en su departamento de origen, San Antonio.
La elección se caracterizó por su elevada polarización, sumando juntos Saiz y Pichetto un 88,12% de los votos positivamente emitidos. Del mismo modo, a pesar de que el triunfo de Saiz fue relativo debido al apoyo de la colectora con el PPR, se trató de la primera vez desde la reelección de Horacio Massaccesi en 1991 en que la sumatoria del justicialismo y la segunda fuerza más votada no hubiera bastado para sobrepasar al oficialismo, marcando un descenso en la importancia de las terceras fuerzas en la política rionegrina. El radicalismo volvió a imponerse en General Roca y obtuvo buenos resultados en localidades que hasta entonces eran puntos fuertes para el justicialismo, lo que implicó un breve retorno a la situación previa a 2003.
|  | 36,06 % |

|  | 11,23 % |

|  | 47,29 % |

|  | 40,83 % |

|  | 5,89 % |

|  | 1,58 % |

|  | 1,18 % |

|  | 1,11 % |

|  | 1,07 % |

|  | 1,04 % |

|  | 95,76 % |

|  | 1,84 % |

|  | 2,40 % |

|  | 100 % |

|  | 72,05 % |

### Legislatura
|  | 40,39 % |

|  | 41,73 % |

|  | 35,27 % |

|  | 36,79 % |

|  | 11,14 % |

|  | 11,81 % |

|  | 6,76 % |

|  | 6,81 % |

|  | 1,70 % |

|  | 0,87 % |

|  | 1,36 % |

|  | 0,31 % |

|  | 1,15 % |

|  | 0,25 % |

|  | 1,14 % |

|  | 0,23 % |

|  | 1,09 % |

|  | 93,70 % |

|  | 90,56 % |

|  | 4,08 % |

|  | 7,24 % |

|  | 2,22 % |

|  | 2,20 % |

|  | 100 % |

|  | 100 % |

|  | 72,05 % |

|  | 72,05 % |

#### Resultados por circuitos electorales
|  | 38,33 % |

|  | 36,91 % |

|  | 12,25 % |

|  | 8,83 % |

|  | 1,38 % |

|  | 1,21 % |

|  | 1,09 % |

|  | 92,60 % |

|  | 5,05 % |

|  | 2,35 % |

|  | 100 % |

|  | 73,54 % |

|  | 44,74 % |

|  | 36,50 % |

|  | 11,62 % |

|  | 4,95 % |

|  | 1,23 % |

|  | 0,95 % |

|  | 91,92 % |

|  | 6,21 % |

|  | 1,87 % |

|  | 100 % |

|  | 77,33 % |

|  | 43,28 % |

|  | 31,73 % |

|  | 14,15 % |

|  | 5,83 % |

|  | 2,30 % |

|  | 1,42 % |

|  | 1,28 % |

|  | 91,51 % |

|  | 5,62 % |

|  | 2,83 % |

|  | 100 % |

|  | 72,62 % |

|  | 44,53 % |

|  | 30,46 % |

|  | 13,17 % |

|  | 9,47 % |

|  | 2,37 % |

|  | 84,24 % |

|  | 13,07 % |

|  | 2,70 % |

|  | 100 % |

|  | 66,52 % |

|  | 47,78 % |

|  | 38,39 % |

|  | 6,11 % |

|  | 5,86 % |

|  | 1,86 % |

|  | 92,23 % |

|  | 6,62 % |

|  | 1,15 % |

|  | 100 % |

|  | 71,29 % |

|  | 48,10 % |

|  | 40,99 % |

|  | 9,66 % |

|  | 1,26 % |

|  | 90,91 % |

|  | 8,16 % |

|  | 0,93 % |

|  | 100 % |

|  | 69,70 % |

|  | 44,27 % |

|  | 37,56 % |

|  | 9,33 % |

|  | 6,48 % |

|  | 1,53 % |

|  | 0,83 % |

|  | 93,57 % |

|  | 4,88 % |

|  | 1,55 % |

|  | 100 % |

|  | 75,51 % |

|  | 42,95 % |

|  | 42,57 % |

|  | 10,80 % |

|  | 3,68 % |

|  | 91,28 % |

|  | 7,14 % |

|  | 1,59 % |

|  | 100 % |

|  | 73,04 % |